# Robert Kovač
Robert Kovač (IPA: [ˈrɔbɛrt ˈkɔʋatʃ]; Berlino Ovest, 6 aprile 1974) è un allenatore di calcio ed ex calciatore croato, di ruolo difensore, vice allenatore del Borussia Dortmund.

## Biografia
Kovač ha un fratello maggiore, Niko, ritiratosi dal calcio nel 2009, che è stato anch'egli giocatore della selezione croata.

## Carriera

### Giocatore

#### Club
Inizia e trascorre larga parte della propria carriera di calciatore professionista in Germania, giocando con Hertha Zehlendorf, Norimberga, Bayer Leverkusen e Bayern Monaco. In Germania vince due titoli di Bundesliga, una coppa nazionale ed una Coppa di Lega. Con il Bayern Monaco conquista anche la Coppa Intercontinentale nel 2001.
Nel 2005 si trasferisce in Italia, alla Juventus. Segna la sua unica rete in bianconero in Juventus-Lecce 3-1 (27ª giornata del campionato di Serie A 2005-2006), firmando con un colpo di testa la rete del momentaneo 2-1. Dopo la retrocessione della Juventus in Serie B decide di rimanere, ma la sua stagione è contrassegnata da numerosi infortuni che ne impediscono il regolare impiego. Tra i cadetti si rende comunque protagonista in negativo in un'occasione: la prima storica sconfitta della Juve in Serie B è arrivata a seguito di un suo autogol durante Mantova-Juventus (1-0) del 13 gennaio 2007 che pose fine all'imbattibilità dei bianconeri dopo 45 gare.
Non rientrando più nei piani della società, nel giugno del 2007 è ingaggiato dal Borussia Dortmund e nel gennaio del 2009 torna in patria alla Dinamo Zagabria. Al termine della stagione, il 2 giugno, annuncia sul sito della squadra croata il ritiro dal calcio..

#### Nazionale
Vanta 84 presenze con la Nazionale croata.

### Allenatore
Il 21 gennaio 2013 viene nominato assistente di Niko Kovač alla guida della Nazionale croata di calcio Under-21. Segue il fratello anche nella Nazionale maggiore, all'Eintracht Francoforte, al Bayern Monaco, al Monaco, al Wolfsburg e al Borussia Dortmund.

## Statistiche

### Presenze e reti nei club
Statistiche aggiornate al 3 giugno 2010.
| Stagione                 | Squadra                  | Campionato               | Campionato | Campionato | Coppe nazionali | Coppe nazionali | Coppe nazionali | Coppe continentali | Coppe continentali | Coppe continentali | Altre coppe | Altre coppe | Altre coppe | Totale | Totale | Totale |
| Stagione                 | Squadra                  | Comp                     | Pres       | Reti       | Comp            | Pres            | Reti            | Comp               | Pres               | Reti               | Comp        | Pres        | Reti        | Pres   | Reti   |        |
| ------------------------ | ------------------------ | ------------------------ | ---------- | ---------- | --------------- | --------------- | --------------- | ------------------ | ------------------ | ------------------ | ----------- | ----------- | ----------- | ------ | ------ | ------ |
| 1995-1996                | Norimberga               | 2L                       | 33         | 1          | CG              | 4               | 0               |                    | -                  | -                  |             | -           | -           | 37     | 1      |        |
| 1996-1997                | Bayer Leverkusen         | BL                       | 13         | 0          | CG              | 0               | 0               |                    | -                  | -                  |             | -           | -           | 13     | 0      |        |
| 1997-1998                | Bayer Leverkusen         | BL                       | 25         | 0          | CG+CdL          | 3+1             | 0               | UCL                | 5                  | 0                  |             | -           | -           | 34     | 0      |        |
| 1998-1999                | Bayer Leverkusen         | BL                       | 31         | 0          | CG+CdL          | 2+2             | 0               | CU                 | 4                  | 0                  |             | -           | -           | 39     | 0      |        |
| 1999-2000                | Bayer Leverkusen         | BL                       | 27         | 1          | CG+CdL          | 0+2             | 0               | UCL+CU             | 3+2                | 0                  |             | -           | -           | 34     | 1      |        |
| 2000-2001                | Bayer Leverkusen         | BL                       | 31         | 0          | CG+CdL          | 3+1             | 1+0             | UCL+CU             | 5+2                | 0+1                |             | -           | -           | 42     | 2      |        |
| Totale Bayer Leverkusen  | Totale Bayer Leverkusen  | Totale Bayer Leverkusen  | 127        | 1          |                 | 14              | 1               |                    | 21                 | 1                  |             | -           | -           | 162    | 3      |        |
| 2001-2002                | Bayern Monaco            | BL                       | 29         | 0          | CG+CdL          | 3+0             | 0               | UCL                | 13                 | 0                  | SU+CInt     | 1+1         | 0           | 47     | 0      |        |
| 2002-2003                | Bayern Monaco            | BL                       | 24         | 0          | CG+CdL          | 4+1             | 0               | UCL                | 6                  | 0                  |             | -           | -           | 35     | 0      |        |
| 2003-2004                | Bayern Monaco            | BL                       | 19         | 0          | CG+CdL          | 2+0             | 0               | UCL                | 7                  | 0                  |             | -           | -           | 28     | 0      |        |
| 2004-2005                | Bayern Monaco            | BL                       | 22         | 0          | CG+CdL          | 4+0             | 0               | UCL                | 8                  | 0                  |             | -           | -           | 34     | 0      |        |
| Totale Bayern Monaco     | Totale Bayern Monaco     | Totale Bayern Monaco     | 94         | 0          |                 | 14              | 0               |                    | 34                 | 0                  |             | 2           | 0           | 144    | 0      |        |
| 2005-2006                | Juventus                 | A                        | 18         | 1          | CI              | 1               | 0               | UCL                | 4                  | 0                  | SI          | 1           | 0           | 24     | 1      |        |
| 2006-2007                | Juventus                 | B                        | 17         | 0          | CI              | 2               | 0               |                    | -                  | -                  |             | -           | -           | 19     | 0      |        |
| Totale Juventus          | Totale Juventus          | Totale Juventus          | 35         | 1          |                 | 3               | 0               |                    | 4                  | 0                  |             | 1           | 0           | 43     | 1      |        |
| 2007-2008                | Borussia Dortmund        | BL                       | 22         | 0          | CG              | 5               | 0               |                    | -                  | -                  |             | -           | -           | 27     | 0      |        |
| 2008-gen. 2009           | Borussia Dortmund        | BL                       | 4          | 0          | CG              | 2               | 0               | CU                 | 1                  | 0                  |             | -           | -           | 7      | 0      |        |
| Totale Borussia Dortmund | Totale Borussia Dortmund | Totale Borussia Dortmund | 26         | 0          |                 | 7               | 0               |                    | 1                  | 0                  |             | -           | -           | 34     | 0      |        |
| gen.-giu. 2009           | Dinamo Zagabria          | 1.HNL                    | 12         | 0          | CC              | 0               | 0               |                    | -                  | -                  |             | -           | -           | 12     | 0      |        |
| 2009-2010                | Dinamo Zagabria          | 1.HNL                    | 14         | 0          | CC              | 0               | 0               | UEL                | 6                  | 0                  |             | -           | -           | 20     | 0      |        |
| Totale Dinamo Zagabria   | Totale Dinamo Zagabria   | Totale Dinamo Zagabria   | 26         | 0          |                 | 0               | 0               |                    | 6                  | 0                  |             | -           | -           | 32     | 0      |        |
| Totale carriera          | Totale carriera          | Totale carriera          | 341        | 3          |                 | 42              | 1               |                    | 66                 | 1                  |             | 3           | 0           | 452    | 5      |        |

### Cronologia presenze e reti in nazionale
| Cronologia completa delle presenze e delle reti in nazionale ― Croazia | Cronologia completa delle presenze e delle reti in nazionale ― Croazia | Cronologia completa delle presenze e delle reti in nazionale ― Croazia | Cronologia completa delle presenze e delle reti in nazionale ― Croazia | Cronologia completa delle presenze e delle reti in nazionale ― Croazia | Cronologia completa delle presenze e delle reti in nazionale ― Croazia | Cronologia completa delle presenze e delle reti in nazionale ― Croazia | Cronologia completa delle presenze e delle reti in nazionale ― Croazia |
| Data                                                                   | Città                                                                  | In casa                                                                | Risultato                                                              | Ospiti                                                                 | Competizione                                                           | Reti                                                                   | Note                                                                   |
| ---------------------------------------------------------------------- | ---------------------------------------------------------------------- | ---------------------------------------------------------------------- | ---------------------------------------------------------------------- | ---------------------------------------------------------------------- | ---------------------------------------------------------------------- | ---------------------------------------------------------------------- | ---------------------------------------------------------------------- |
| 28-4-1999                                                              | Zagabria                                                               | Croazia                                                                | 0 – 0                                                                  | Italia                                                                 | Amichevole                                                             | -                                                                      | 46’                                                                    |
| 5-5-1999                                                               | Siviglia                                                               | Spagna                                                                 | 3 – 1                                                                  | Croazia                                                                | Amichevole                                                             | -                                                                      |                                                                        |
| 18-8-1999                                                              | Belgrado                                                               | Jugoslavia                                                             | 0 – 0                                                                  | Croazia                                                                | Qual. Euro 2000                                                        | -                                                                      |                                                                        |
| 4-9-1999                                                               | Zagabria                                                               | Croazia                                                                | 1 – 0                                                                  | Irlanda                                                                | Qual. Euro 2000                                                        | -                                                                      |                                                                        |
| 9-10-1999                                                              | Zagabria                                                               | Croazia                                                                | 2 – 2                                                                  | Jugoslavia                                                             | Qual. Euro 2000                                                        | -                                                                      | 61’                                                                    |
| 29-3-2000                                                              | Zagabria                                                               | Croazia                                                                | 1 – 1                                                                  | Germania                                                               | Amichevole                                                             | -                                                                      | 78’                                                                    |
| 26-4-2000                                                              | Vienna                                                                 | Austria                                                                | 1 – 2                                                                  | Croazia                                                                | Amichevole                                                             | -                                                                      |                                                                        |
| 28-5-2000                                                              | Zagabria                                                               | Croazia                                                                | 0 – 2                                                                  | Francia                                                                | Amichevole                                                             | -                                                                      | 46’                                                                    |
| 16-8-2000                                                              | Bratislava                                                             | Slovacchia                                                             | 1 – 1                                                                  | Croazia                                                                | Amichevole                                                             | -                                                                      |                                                                        |
| 2-9-2000                                                               | Bruxelles                                                              | Belgio                                                                 | 0 – 0                                                                  | Croazia                                                                | Qual. Mondiali 2002                                                    | -                                                                      | 71’                                                                    |
| 11-10-2000                                                             | Zagabria                                                               | Croazia                                                                | 1 – 1                                                                  | Scozia                                                                 | Qual. Mondiali 2002                                                    | -                                                                      |                                                                        |
| 28-2-2001                                                              | Fiume                                                                  | Croazia                                                                | 1 – 0                                                                  | Austria                                                                | Amichevole                                                             | -                                                                      | 46’                                                                    |
| 24-3-2001                                                              | Osijek                                                                 | Croazia                                                                | 4 – 1                                                                  | Lettonia                                                               | Qual. Mondiali 2002                                                    | -                                                                      | 77’                                                                    |
| 2-6-2001                                                               | Varaždin                                                               | Croazia                                                                | 4 – 0                                                                  | San Marino                                                             | Qual. Mondiali 2002                                                    | -                                                                      | 31’                                                                    |
| 15-8-2001                                                              | Dublino                                                                | Irlanda                                                                | 2 – 2                                                                  | Croazia                                                                | Amichevole                                                             | -                                                                      |                                                                        |
| 1-9-2001                                                               | Glasgow                                                                | Scozia                                                                 | 0 – 0                                                                  | Croazia                                                                | Qual. Mondiali 2002                                                    | -                                                                      |                                                                        |
| 6-10-2001                                                              | Zagabria                                                               | Croazia                                                                | 1 – 0                                                                  | Belgio                                                                 | Qual. Mondiali 2002                                                    | -                                                                      |                                                                        |
| 13-2-2002                                                              | Fiume                                                                  | Croazia                                                                | 0 – 0                                                                  | Bulgaria                                                               | Amichevole                                                             | -                                                                      |                                                                        |
| 17-4-2002                                                              | Zagabria                                                               | Croazia                                                                | 2 – 0                                                                  | Bosnia ed Erzegovina                                                   | Amichevole                                                             | -                                                                      |                                                                        |
| 3-6-2002                                                               | Niigata                                                                | Croazia                                                                | 0 – 1                                                                  | Messico                                                                | Mondiali 2002 - 1º turno                                               | -                                                                      |                                                                        |
| 8-6-2002                                                               | Kashima                                                                | Italia                                                                 | 1 – 2                                                                  | Croazia                                                                | Mondiali 2002 - 1º turno                                               | -                                                                      | 39’                                                                    |
| 13-6-2002                                                              | Yokohama                                                               | Ecuador                                                                | 1 – 0                                                                  | Croazia                                                                | Mondiali 2002 - 1º turno                                               | -                                                                      |                                                                        |
| 21-8-2002                                                              | Varaždin                                                               | Croazia                                                                | 1 – 1                                                                  | Galles                                                                 | Amichevole                                                             | -                                                                      | 61’                                                                    |
| 12-10-2002                                                             | Sofia                                                                  | Bulgaria                                                               | 2 – 0                                                                  | Croazia                                                                | Qual. Euro 2004                                                        | -                                                                      |                                                                        |
| 12-2-2003                                                              | Spalato                                                                | Croazia                                                                | 0 – 0                                                                  | Polonia                                                                | Amichevole                                                             | -                                                                      |                                                                        |
| 29-3-2003                                                              | Zagabria                                                               | Croazia                                                                | 4 – 0                                                                  | Belgio                                                                 | Qual. Euro 2004                                                        | -                                                                      |                                                                        |
| 2-4-2003                                                               | Varaždin                                                               | Croazia                                                                | 2 – 0                                                                  | Andorra                                                                | Qual. Euro 2004                                                        | -                                                                      |                                                                        |
| 30-4-2003                                                              | Solna                                                                  | Svezia                                                                 | 1 – 2                                                                  | Croazia                                                                | Amichevole                                                             | -                                                                      |                                                                        |
| 20-8-2003                                                              | Ipswich                                                                | Inghilterra                                                            | 3 – 1                                                                  | Croazia                                                                | Amichevole                                                             | -                                                                      | 63’                                                                    |
| 6-9-2003                                                               | Andorra la Vella                                                       | Andorra                                                                | 0 – 3                                                                  | Croazia                                                                | Qual. Euro 2004                                                        | -                                                                      | 78’                                                                    |
| 10-9-2003                                                              | Bruxelles                                                              | Belgio                                                                 | 2 – 1                                                                  | Croazia                                                                | Qual. Euro 2004                                                        | -                                                                      |                                                                        |
| 11-10-2003                                                             | Zagabria                                                               | Croazia                                                                | 1 – 0                                                                  | Bulgaria                                                               | Qual. Euro 2004                                                        | -                                                                      | 41’                                                                    |
| 19-11-2003                                                             | Lubiana                                                                | Slovenia                                                               | 0 – 1                                                                  | Croazia                                                                | Qual. Euro 2004                                                        | -                                                                      |                                                                        |
| 18-2-2004                                                              | Spalato                                                                | Croazia                                                                | 1 – 2                                                                  | Germania                                                               | Amichevole                                                             | -                                                                      | 46’                                                                    |
| 29-5-2004                                                              | Fiume                                                                  | Croazia                                                                | 1 – 0                                                                  | Slovacchia                                                             | Amichevole                                                             | -                                                                      | 52’                                                                    |
| 5-6-2004                                                               | Copenaghen                                                             | Danimarca                                                              | 1 – 2                                                                  | Croazia                                                                | Amichevole                                                             | -                                                                      |                                                                        |
| 13-6-2004                                                              | Leiria                                                                 | Svizzera                                                               | 0 – 0                                                                  | Croazia                                                                | Euro 2004 - 1º turno                                                   | -                                                                      |                                                                        |
| 17-6-2004                                                              | Leiria                                                                 | Croazia                                                                | 2 – 2                                                                  | Francia                                                                | Euro 2004 - 1º turno                                                   | -                                                                      | 64’                                                                    |
| 21-6-2004                                                              | Lisbona                                                                | Croazia                                                                | 2 – 4                                                                  | Inghilterra                                                            | Euro 2004 - 1º turno                                                   | -                                                                      | 46’                                                                    |
| 18-8-2004                                                              | Varaždin                                                               | Croazia                                                                | 1 – 0                                                                  | Israele                                                                | Amichevole                                                             | -                                                                      | 46’                                                                    |
| 4-9-2004                                                               | Reykjavík                                                              | Croazia                                                                | 3 – 0                                                                  | Ungheria                                                               | Qual. Mondiali 2006                                                    | -                                                                      |                                                                        |
| 8-9-2004                                                               | Göteborg                                                               | Svezia                                                                 | 0 – 1                                                                  | Croazia                                                                | Qual. Mondiali 2006                                                    | -                                                                      | 33’                                                                    |
| 9-10-2004                                                              | Zagabria                                                               | Croazia                                                                | 2 – 2                                                                  | Bulgaria                                                               | Qual. Mondiali 2006                                                    | -                                                                      | 74’ 77’                                                                |
| 16-11-2004                                                             | Dublino                                                                | Irlanda                                                                | 1 – 0                                                                  | Croazia                                                                | Amichevole                                                             | -                                                                      |                                                                        |
| 9-2-2005                                                               | Gerusalemme                                                            | Israele                                                                | 3 – 3                                                                  | Croazia                                                                | Amichevole                                                             | -                                                                      |                                                                        |
| 30-3-2005                                                              | Zagabria                                                               | Croazia                                                                | 3 – 0                                                                  | Malta                                                                  | Qual. Mondiali 2006                                                    | -                                                                      | 46’                                                                    |
| 4-6-2005                                                               | Sofia                                                                  | Bulgaria                                                               | 1 – 3                                                                  | Croazia                                                                | Qual. Mondiali 2006                                                    | -                                                                      | 42’                                                                    |
| 17-8-2005                                                              | Spalato                                                                | Croazia                                                                | 1 – 1                                                                  | Brasile                                                                | Amichevole                                                             | -                                                                      |                                                                        |
| 3-9-2005                                                               | Reykjavík                                                              | Islanda                                                                | 1 – 3                                                                  | Croazia                                                                | Qual. Mondiali 2006                                                    | -                                                                      | 52’                                                                    |
| 8-10-2005                                                              | Zagabria                                                               | Croazia                                                                | 1 – 0                                                                  | Svezia                                                                 | Qual. Mondiali 2006                                                    | -                                                                      |                                                                        |
| 12-10-2005                                                             | Budapest                                                               | Ungheria                                                               | 0 – 0                                                                  | Croazia                                                                | Qual. Mondiali 2006                                                    | -                                                                      |                                                                        |
| 12-11-2005                                                             | Coimbra                                                                | Portogallo                                                             | 2 – 0                                                                  | Croazia                                                                | Amichevole                                                             | -                                                                      | 37’ 46’                                                                |
| 23-5-2006                                                              | Vienna                                                                 | Austria                                                                | 1 – 4                                                                  | Croazia                                                                | Amichevole                                                             | -                                                                      | 61’                                                                    |
| 28-5-2006                                                              | Osijek                                                                 | Croazia                                                                | 2 – 2                                                                  | Iran                                                                   | Amichevole                                                             | -                                                                      |                                                                        |
| 3-6-2006                                                               | Wolfsburg                                                              | Croazia                                                                | 0 – 1                                                                  | Polonia                                                                | Amichevole                                                             | -                                                                      | cap.                                                                   |
| 7-6-2006                                                               | Lancy                                                                  | Croazia                                                                | 1 – 2                                                                  | Spagna                                                                 | Amichevole                                                             | -                                                                      | 46’                                                                    |
| 13-6-2006                                                              | Berlino                                                                | Brasile                                                                | 1 – 0                                                                  | Croazia                                                                | Mondiali 2006 - 1º turno                                               | -                                                                      | 67’                                                                    |
| 18-6-2006                                                              | Norimberga                                                             | Giappone                                                               | 0 – 0                                                                  | Croazia                                                                | Mondiali 2006 - 1º turno                                               | -                                                                      | 32’                                                                    |
| 6-9-2006                                                               | Mosca                                                                  | Russia                                                                 | 0 – 0                                                                  | Croazia                                                                | Qual. Euro 2008                                                        | -                                                                      |                                                                        |
| 7-10-2006                                                              | Zagabria                                                               | Croazia                                                                | 7 – 0                                                                  | Andorra                                                                | Qual. Euro 2008                                                        | -                                                                      |                                                                        |
| 11-10-2006                                                             | Zagabria                                                               | Croazia                                                                | 2 – 0                                                                  | Inghilterra                                                            | Qual. Euro 2008                                                        | -                                                                      |                                                                        |
| 15-11-2006                                                             | Tel Aviv                                                               | Israele                                                                | 3 – 4                                                                  | Croazia                                                                | Qual. Euro 2008                                                        | -                                                                      |                                                                        |
| 2-6-2007                                                               | Tallinn                                                                | Estonia                                                                | 0 – 1                                                                  | Croazia                                                                | Qual. Euro 2008                                                        | -                                                                      |                                                                        |
| 6-6-2007                                                               | Zagabria                                                               | Croazia                                                                | 0 – 0                                                                  | Russia                                                                 | Qual. Euro 2008                                                        | -                                                                      |                                                                        |
| 22-8-2007                                                              | Sarajevo                                                               | Bosnia ed Erzegovina                                                   | 3 – 5                                                                  | Croazia                                                                | Amichevole                                                             | -                                                                      |                                                                        |
| 8-9-2007                                                               | Zagabria                                                               | Croazia                                                                | 2 – 0                                                                  | Estonia                                                                | Qual. Euro 2008                                                        | -                                                                      |                                                                        |
| 12-9-2007                                                              | Andorra la Vella                                                       | Andorra                                                                | 0 – 6                                                                  | Croazia                                                                | Qual. Euro 2008                                                        | -                                                                      | cap.                                                                   |
| 13-10-2007                                                             | Zagabria                                                               | Croazia                                                                | 1 – 0                                                                  | Israele                                                                | Qual. Euro 2008                                                        | -                                                                      | cap.                                                                   |
| 17-11-2007                                                             | Skopje                                                                 | Macedonia                                                              | 2 – 0                                                                  | Croazia                                                                | Qual. Euro 2008                                                        | -                                                                      |                                                                        |
| 21-11-2007                                                             | Londra                                                                 | Inghilterra                                                            | 2 – 3                                                                  | Croazia                                                                | Qual. Euro 2008                                                        | -                                                                      | 32’                                                                    |
| 6-2-2008                                                               | Spalato                                                                | Croazia                                                                | 0 – 3                                                                  | Paesi Bassi                                                            | Amichevole                                                             | -                                                                      | 54’ 70’                                                                |
| 26-3-2008                                                              | Glasgow                                                                | Scozia                                                                 | 1 – 1                                                                  | Croazia                                                                | Amichevole                                                             | -                                                                      | 57’ 73’                                                                |
| 24-5-2008                                                              | Fiume                                                                  | Croazia                                                                | 1 – 0                                                                  | Moldavia                                                               | Amichevole                                                             | -                                                                      | 37’ 46’                                                                |
| 31-5-2008                                                              | Budapest                                                               | Ungheria                                                               | 1 – 1                                                                  | Croazia                                                                | Amichevole                                                             | -                                                                      | 62’                                                                    |
| 8-6-2008                                                               | Vienna                                                                 | Austria                                                                | 0 – 1                                                                  | Croazia                                                                | Euro 2008 - 1º turno                                                   | -                                                                      | 51’                                                                    |
| 12-6-2008                                                              | Klagenfurt am Wörthersee                                               | Croazia                                                                | 2 – 1                                                                  | Germania                                                               | Euro 2008 - 1º turno                                                   | -                                                                      |                                                                        |
| 20-6-2008                                                              | Vienna                                                                 | Croazia                                                                | 1 – 1 dts (1 – 3 dtr)                                                  | Turchia                                                                | Euro 2008 - Quarti di finale                                           | -                                                                      |                                                                        |
| 20-8-2008                                                              | Maribor                                                                | Slovenia                                                               | 2 – 3                                                                  | Croazia                                                                | Amichevole                                                             | -                                                                      |                                                                        |
| 6-9-2008                                                               | Zagabria                                                               | Croazia                                                                | 3 – 0                                                                  | Kazakistan                                                             | Qual. Mondiali 2010                                                    | -                                                                      | 77’                                                                    |
| 10-9-2008                                                              | Zagabria                                                               | Croazia                                                                | 1 – 4                                                                  | Inghilterra                                                            | Qual. Mondiali 2010                                                    | -                                                                      | 52’                                                                    |
| 11-2-2009                                                              | Bucarest                                                               | Romania                                                                | 1 – 2                                                                  | Croazia                                                                | Amichevole                                                             | -                                                                      | 46’                                                                    |
| 6-6-2009                                                               | Zagabria                                                               | Croazia                                                                | 2 – 2                                                                  | Ucraina                                                                | Qual. Mondiali 2010                                                    | -                                                                      | cap.                                                                   |
| 8-10-2009                                                              | Fiume                                                                  | Croazia                                                                | 3 – 2                                                                  | Qatar                                                                  | Amichevole                                                             | -                                                                      | cap.                                                                   |
| 14-10-2009                                                             | Astana                                                                 | Kazakistan                                                             | 1 – 2                                                                  | Croazia                                                                | Qual. Mondiali 2010                                                    | -                                                                      | cap.                                                                   |
| Totale                                                                 |                                                                        | Presenze                                                               | 84                                                                     |                                                                        | Reti                                                                   | 0                                                                      |                                                                        |

## Palmarès

### Giocatore

#### Club

##### Competizioni nazionali
- Campionato tedesco: 2

Bayern Monaco: 2002-2003, 2004-2005
- Coppa di Germania: 2

Bayern Monaco: 2002-2003, 2004-2005
- Coppa di Lega tedesca: 1

Bayern Monaco: 2004
- Campionato italiano di Serie B: 1

Juventus: 2006-2007
- Campionato croato: 1

Dinamo Zagabria: 2009-2010

##### Competizioni internazionali
- Coppa Intercontinentale: 1

Bayern Monaco: 2001